# Stefania Adamczak
Stefania Adamczak (ur. 1 września 1931 w Bartkowicach) – polska inżynier rolnictwa, poseł na Sejm PRL VII kadencji.

## Życiorys
Uzyskała wykształcenie wyższe, zostając inżynierem rolnictwa. Była głównym specjalistą produkcji roślinnej w Kombinacie Państwowego Gospodarstwa Rolnego w Złotowie. Od 1963 pełniła mandat radnej Wojewódzkiej Rady Narodowej, w której była przewodniczącą Komisji Rolnej. W 1972 została członkinią Ogólnopolskiego Komitetu Frontu Jedności Narodu. W 1976 uzyskała mandat posła na Sejm PRL w okręgu Piła. Zasiadała w Komisji Administracji, Gospodarki Terenowej i Ochrony Środowiska oraz w Komisji Rolnictwa i Przemysłu Spożywczego.

## Odznaczenia
- Krzyż Zasługi
- Odznaka „Zasłużony dla województwa koszalińskiego”